# Kåfjord (Alta)
Kåfjord ist eine Siedlung in der Gemeinde Alta (Norwegen) im Fylke (Provinz) Finnmark in Norwegen. Das kleine Dorf liegt am Ufer des Kåfjords und an der Europastraße 6 (E6), rund 18 km westlich der Stadt Alta und 3 km westlich von Kvenvik.

## Geschichte

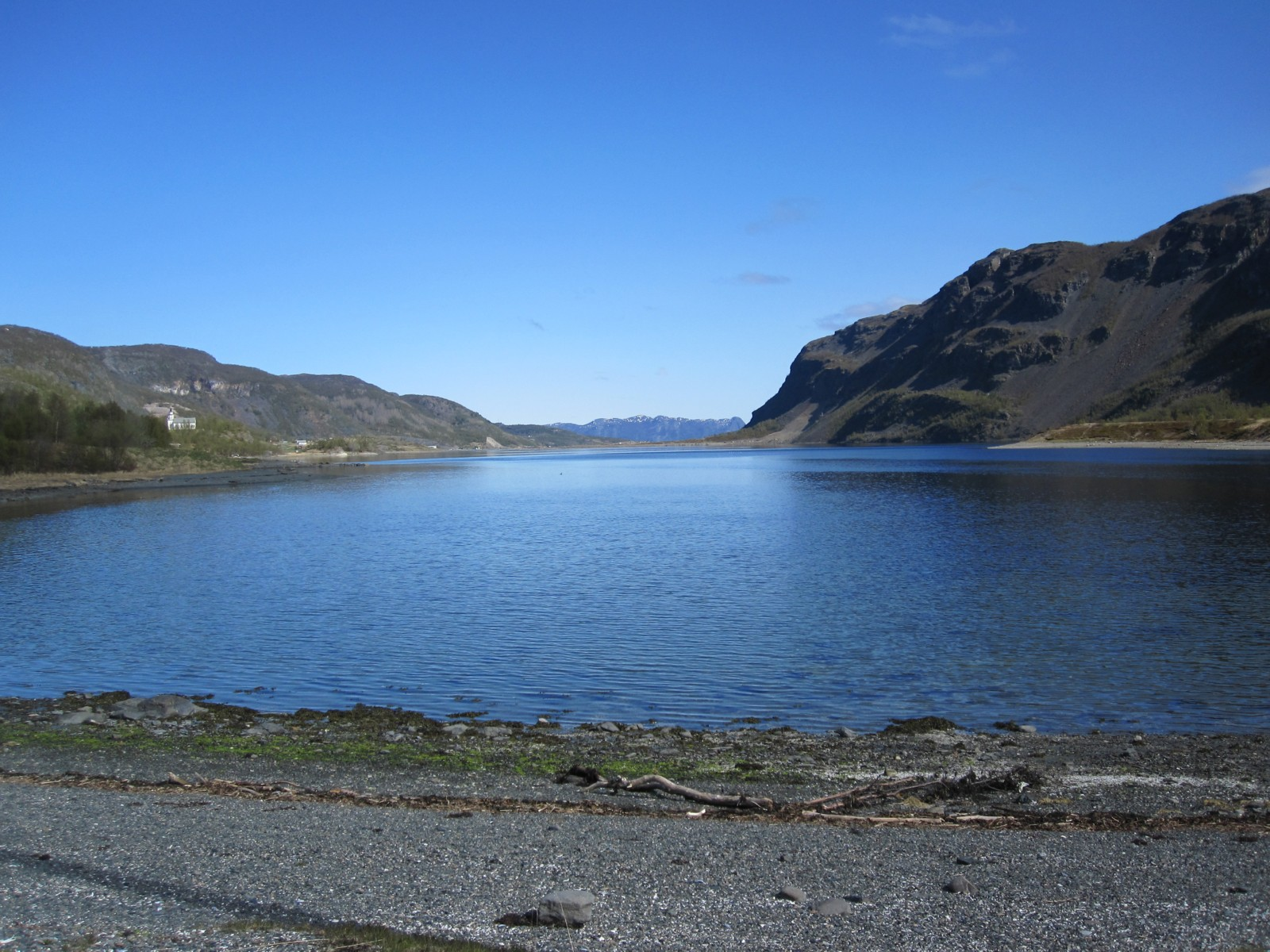
Der Kåfjord; links am Waldrand die Kirche von Kåfjord

Von 1826 bis 1909 wurde bei Kåfjord Kupfererz abgebaut, nachdem zwei Engländer im Jahre 1826 dort die Bergbaugesellschaft Altens Kobberverk gegründet hatten. In den 1840er Jahren war der Ort mit mehr als 1000 Einwohnern, darunter zahlreichen Engländern aus Cornwall, die größte Siedlung in Finnmark. 1837 bauten die Engländer eine Kirche im Ort; sie wurde 1969 restauriert. Die Kupfermine wurde bis 1878 von englischen, danach von 1896 bis 1909 von schwedischen Besitzern betrieben. Die weitgehend verfallenen Anlagen sind heute durch einen 1,2 km langen Lehrpfad erschlossen.

## Sehenswürdigkeiten

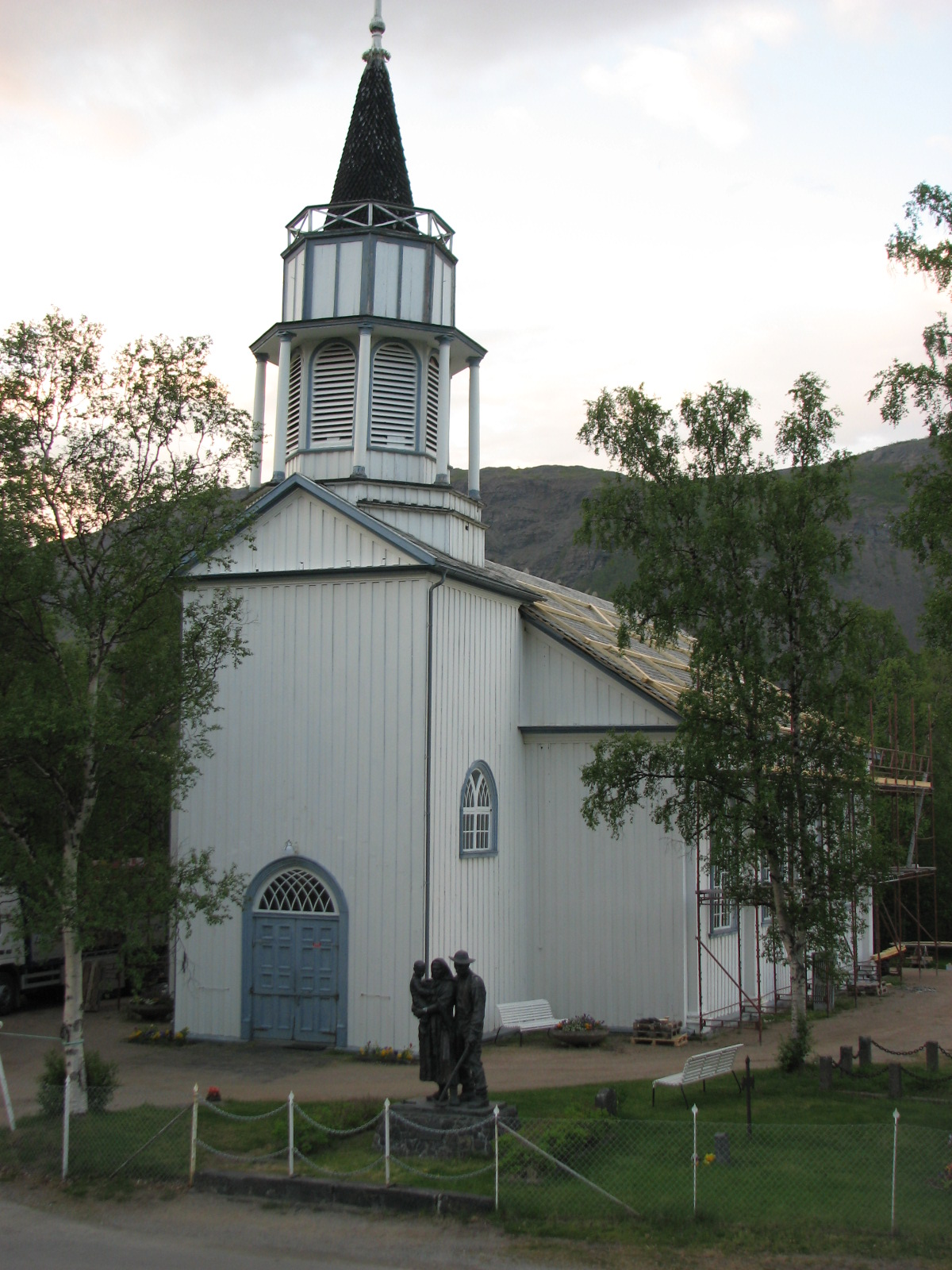
Die Kirche von Kåfjord

### Tirpitz-Museum
Im Ort befindet sich ein privat betriebenes Militaria-Museum, das Tirpitz-Museum, mit Gegenständen und Bildern des deutschen Schlachtschiffs Tirpitz, das im Zweiten Weltkrieg zeitweise im Kåfjord vor Anker lag. Das hölzerne Museumsgebäude stammt aus den 1880er Jahren und stand ursprünglich in Lillehammer. Es wurde dort 1946 abgebaut und als Beitrag zum Wiederaufbau der im Krieg verwüsteten Region nach Alta verschifft, wo es bis 1961 als das erste Altenpflegeheim in Finnmark diente.

### Polarlicht-Observatorium
Oberhalb des Kåfjords auf dem Gipfel des Bergs Haldde, mit großartiger Aussicht nach allen Seiten, steht das älteste für die Beobachtung des Polarlichts errichtete Observatorium, das heute allerdings nicht mehr in Betrieb ist. Es wurde 1899 errichtet, bis 1926 betrieben und dann nach Tromsø verlegt. Die Gebäude wurden inzwischen renoviert und beherbergen heute zehn Schlafplätze für Wanderer. Es ist vom Kåfjord aus über einen etwa 9 km langen Fußweg erreichbar.